# Thessalia pellona
Thessalia pellona är en fjärilsart som beskrevs av Gunder 1930. Thessalia pellona ingår i släktet Thessalia och familjen praktfjärilar. Inga underarter finns listade i Catalogue of Life.